# Joyeuse (Isère)
Die Joyeuse ist ein kleiner Fluss in den westlichen Ausläufern der französischen Westalpen, der in den Départements Isère und Drôme der Region Auvergne-Rhône-Alpes westlich der Stadt Grenoble verläuft.

## Geografie

### Verlauf
Die Joyeuse entspringt im nördlichen Gemeindegebiet von Montagne, entwässert generell Richtung Südwest, wechselt gleich im Oberlauf ins Département Drôme und mündet dort nach rund 18 Kilometern an der Gemeindegrenze von Saint-Paul-lès-Romans und Romans-sur-Isère als rechter Nebenfluss in die Isère.

### Orte am Fluss
(Reihenfolge in Fließrichtung)
- La Bruyère, Gemeinde Montagne
- Quartier de Montagne, Gemeinde Montmiral
- Parnans
- Châtillon-Saint-Jean
- Saint-Paul-lès-Romans
- Grands Bérauds, Gemeinde Romans-sur-Isère
- Coteau, Gemeinde Saint-Paul-lès-Romans